# Pelegrina orestes
Pelegrina orestes là một loài nhện trong họ Salticidae.
Loài này thuộc chi Pelegrina. Pelegrina orestes được Maddison miêu tả năm 1996.